# 룡반역
룡반역(龍蟠驛)은 조선민주주의인민공화국 함경북도 명간군 룡반로동자구에 위치한 평라선의 철도역이다.
2007년 12월 20일, 라진역을 출발하여 사리원청년역으로 향하던 열차가 본 역에서 전복돼 11명이 사망하고 수십여명이 중경상을 당하는 사고가 발생했다. 이 사고는 선로 보수 작업을 하고 있던 대원들이 레일을 해체한 상태에서 휴식을 취하는 사이에 해체된 선로로 열차가 진입해 발생한 것으로 밝혀졌다.